# Heinz Carolin
Heinz Carolin (* 2. Februar 1911; † 3. März 1995) war ein deutscher Fußballspieler.

## Spielerlaufbahn
Heinz Carolin begann seine Karriere als Mittelläufer beim SC Wacker Leipzig, der damals zu den besten Vereinen Sachsens gehörte und sowohl 1932 als auch 1933 im Halbfinale der mitteldeutschen Endrunde stand. Carolin eiferte dort seinem großen Vorbild Hans Kalb, dem herausragenden Mittelläufer der 1920er Jahre, nach. Mit dem Wechsel nach Nürnberg zum dortigen 1. FC im Jahr 1934 konnte er direkt in die Fußstapfen Kalbs treten. Der gelernte Kürschner verdrängte beim amtierenden Vizemeister Willi Billmann von der Mittelläuferposition zurück in die Abwehr. Als ordnende Hand prägte der exzellente Techniker mit seinen Flachpässen das Nürnberger Spiel und der Erfolg kehrte zurück. Bereits in seinem ersten Jahr feierte Carolin zusammen mit dem Club den Pokalsieg 1935. Die Düsseldorfer Nachrichten schrieben nach dem Spiel anerkennend:

„Neben Oehm fiel vor allem Carolin auf. Hier hat Nürnberg eine Erwerbung gemacht, die auf dem besten Wege ist, erste deutsche Klasse zu werden.“

Ein Jahr später gelang dem Club und Carolin dann nach 1927 die langersehnte sechste deutsche Meisterschaft. Im Endspiel von 1936 gegen Fortuna Düsseldorf sorgte Carolin zwar nach dem frühen Rückstand zunächst für Ruhe im Spiel, musste jedoch noch in der ersten Halbzeit verletzt vom Platz. Da damals noch nicht ausgewechselt werden konnte, kehrte er zwar auf das Spielfeld zurück. Auf der rechten Außenbahn, wohin ihn Hans Kalb als Trainer stellte, konnte er humpelnder Weise jedoch nicht mehr eingreifen. 1937 stand der Club mit Carolin zwar wieder im Endspiel um die deutsche Meisterschaft, doch war der FC Schalke 04 zu stark. In den folgenden beiden Jahren lief es beim Club nicht rund, was auch an einer längeren Verletzungspause für Carolin in der Saison 1937/38 lag. Doch nach Ausbruch des Zweiten Weltkriegs kehrte der Erfolg zum Club zurück: das im Jahr 1940 ausgetragene Pokalfinale für 1939 gewann der Club mit Heinz Carolin. Und nur wenige Monate später stand Carolin auch im verlorenen Pokalfinale von 1940.
Danach wurde Carolin zum Militär eingezogen und an der Westfront eingesetzt. Wie viele andere Fußballspieler gehörte er verschiedenen Soldatenmannschaften an, so dem LSV Mainz. Nach der Rückkehr aus dem Zweiten Weltkrieg verdingte sich Carolin nach 280 Einsätzen in der ersten Mannschaft des 1. FC Nürnberg zunächst beim ASV Rosenheim, ehe er im Februar 1947 als Spieler bei der SpVgg Fürth landete. Dort trat er in der neuen erstklassigen Oberliga Süd für den Erzrivalen des 1. FC Nürnberg an und übernahm zusätzlich die Funktion des Trainers, das er bis Mai 1947 ausübte. In der Funktion des Spielertrainers traf er am 7. April in einem Freundschaftsspiel auf seinen alten Verein. Er „setzte gegen seine früheren Vereinskameraden erhöhten Ehrgeiz drein, um zu überzeugen“. Dieser Ehrgeiz wurde belohnt. Beim 1:0-Sieg der Fürther war er der herausragende Fürther Spieler. Beim Punktspiel wenige Wochen später in Nürnberg ging Carolin mit der SpVgg dann aber mit 0:5 unter. Im Juni 1947 zog es Carolin schließlich als Spielertrainer nach Ludwigshafen zum dortigen Phönix, für den er auch noch einige Punktspiele in der Oberliga Südwest bestritt.
Carolin beendete 1948 seine aktive Laufbahn in Ludwigshafen.

## Trainerlaufbahn
Neben der bereits erwähnten Tätigkeiten als Spielertrainer war Carolin nach der Ausbildung zum Fußball-Lehrer noch bei verschiedenen Vereinen tätig. So trainierte er den FC Bayern Hof, den VfB Bielefeld und mindestens zwei Jahre lang den 1. FC Bamberg. Von 1955 bis 57 arbeitete er beim VfB Oldenburg und anschließend bei Hertha BSC (Juli bis November 1957).
Nach dem Ende seiner Trainerlaufbahn zog Carolin ins oberpfälzische Weiden und arbeitete dort im Kreiswehrersatzamt.

## Erfolge
- Deutscher Meister (1): 1936
- Deutscher Pokalsieger (2): 1935, 1939